# Гидроксид гафния(IV)
Гидроксид гафния(IV) — неорганическое соединение, гидроксид металла гафния с формулой Hf(OH)4 или HfO2•2H2O, белый аморфный осадок, не растворимый в воде.

## Получение
- Гидролиз горячей водой растворимых солей четырёхвалентного гафния:

{\displaystyle {\mathsf {HfCl_{4}+4H_{2}O\ {\xrightarrow {90^{o}C}}\ Hf(OH)_{4}\downarrow +4HCl}}}
- Действие щелочей на растворы солей четырёхвалентного гафния:

{\displaystyle {\mathsf {Hf(SO_{4})_{2}+4NaOH\ {\xrightarrow {}}\ Hf(OH)_{4}+2Na_{2}SO_{4}}}}

## Физические свойства
Гидроксид гафния(IV) образует белый аморфный осадок, который сразу после осаждения имеет нестехиометрический состав HfO2•xH2O. При «старении» состав осадка приближается к стехиометрическому.

## Химические свойства
- Разлагается при нагревании:

{\displaystyle {\mathsf {Hf(OH)_{4}\ {\xrightarrow {200-300^{o}C}}\ HfO(OH)_{2}+H_{2}O\ {\xrightarrow {600-1000^{o}C}}\ HfO_{2}+2H_{2}O}}}